# Rarwino (przystanek kolejowy)
Rarwino – zlikwidowany przystanek kolei wąskotorowej (Białogardzka Kolej Dojazdowa) w Rarwinie, w województwie zachodniopomorskim, w Polsce.